# Sudario

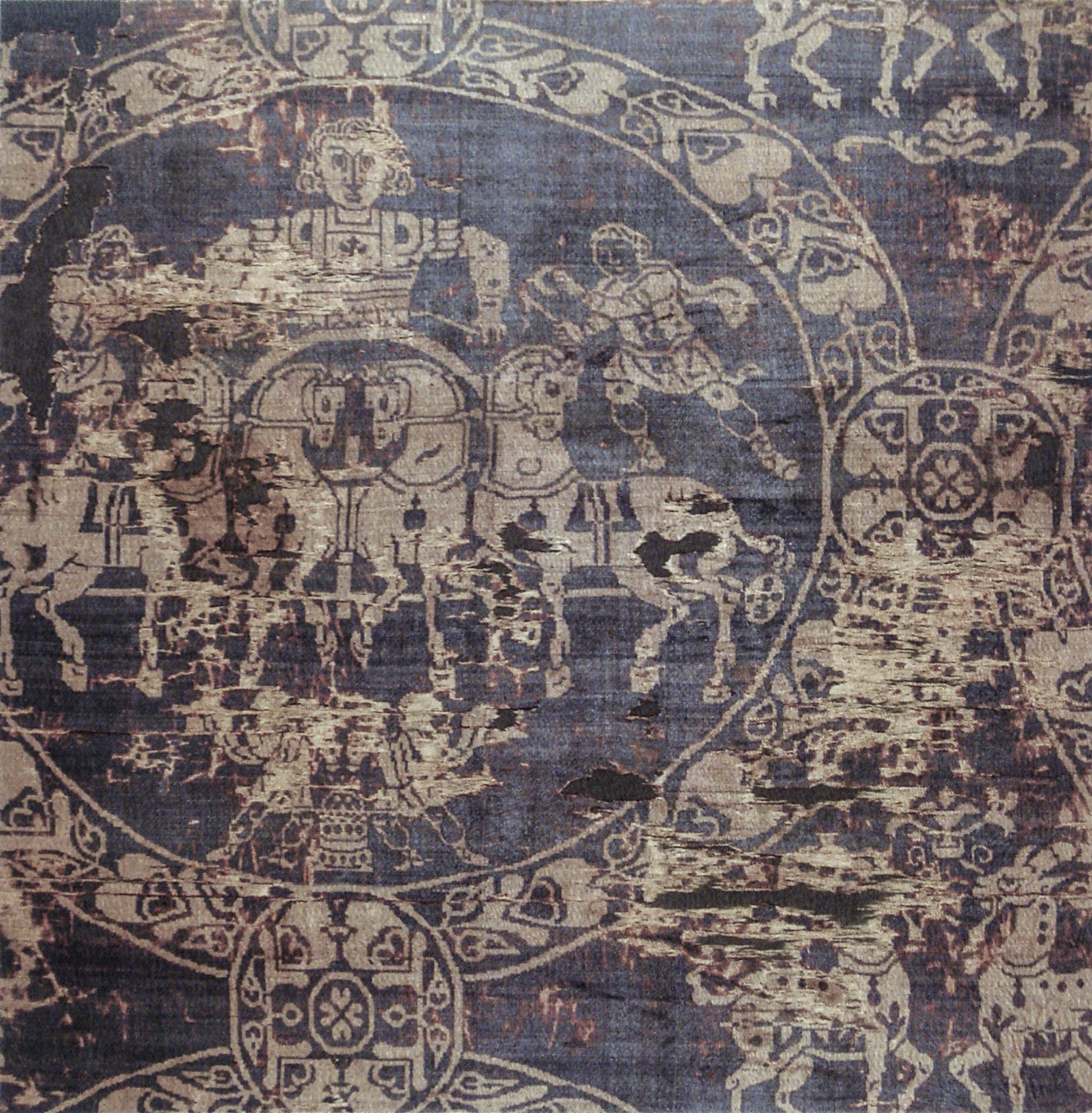
Sudario de Carlomagno, año 814

Sudario, de la palabra latina sudarium, significa en su origen un lienzo o pañuelo que sirve para cubrirle el rostro a las personas muertas y demostrarles sus respetos. 

## Etimología
```
La palabra griega 
soudarion
, que expresa lo mismo no se halla más que en los textos bíblicos de los evangelistas. No debe, pues, confundirse con 
Sindon
, que designaba una sábana, alguna vez un vestido, y servía de 
camisa
.
[
1
]
```

## Reseñas históricas
Se dice en el Evangelio, Marc, c. 14, v. 51, que un joven que seguía a Jesucristo cuando fue preso en el huerto de los olivos, no tenía más que una sábana para cubrir su desnudez, que los soldados quisieron detenerlo, que dejó su sábana y se fugó. Judic., c. 14, v. 12 y 13. Sansón prometió treinta sábanas, (en hebreo, sindinim) y otras tantas túnicas a los jóvenes que asistían a sus bodas si podían explicar el enigma que les propuso. Proo., c. 22, f. 2, se dice que la mujer fuerte hacía sábanas y ceñidores y los vende a los cananeos o fenicios, huios, c. 3, f. 23, habla de las sábanas de las hijas de Jerusalén.
Leemos en el Evangelio que José de Arimatea para sepultar a Jesucristo compró una sábana, sindonim y en ella envolvió el cuerpo de Jesús. Parece que esta sábana fue cortada en tiras para colocar alrededor del cuerpo y miembros los aromas de que se servían para embalsamar a los muertos. José le añadió un sudario o pañuelo para envolver la cabeza y la cara; S. Juan, c. 20, v. 6, dice que después de la resurrección de Jesucristo, San Pedro entró en el sepulcro en donde no encontró más que lienzos o tiras, colocadas a un lado y en el otro el sudario que se colocó sobre la cabeza de Jesús. Igualmente dice, c. 11, C. 44, que resucitado Lázaro salió del sepulcro teniendo los pies y manos atados con tiras y cubierto el rostro con un sudario.

## Sudario de Jesucristo

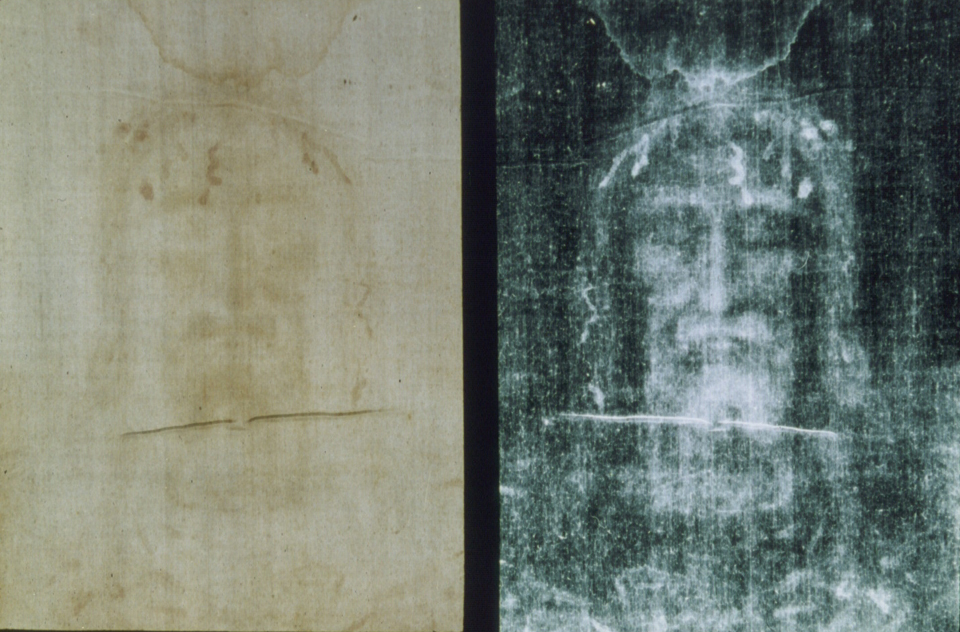
Sudario de Turín

De aquí se dedujo que el cuerpo de Jesucristo no fue envuelto en una sábana entera sino en tiras como Lázaro. De este modo las sábanas o sudarios que se muestran en muchas iglesias no pueden haber servido para sepultar a Jesús, mucho más cuando el tejido de estos sudarios es de una obra bastante moderna.
Es probable que en los siglos XII y XIII cuando se introdujo la costumbre de representar los misterios en las Iglesias, se representó el día de pascuas la resurrección de Jesucristo. Se cantaba la prosa Victimae paschali laudes, etc., en la que se hace decir A Magdalena: 
Sepulchrum Christi viventis et gloriam vidi resurgentis, angélicos testes sudarium et veste.
A la palabra sudario se mostraba al pueblo una sábana que tenía impresa la imagen de Jesucristo sepultado. Estas sábanas o sudarios, conservados en los tesoros de las iglesias para que en todo tiempo sirviesen al mismo objeto, con el transcurso del tiempo fueron considerados como los lienzos que sirvieron para sepultar a Jesucristo. He aquí porqué se han hallado diferentes en muchas Iglesias, en Colonia, en Besanzon, en Turín, en Briondo, etc. y se quiso suponer que se trajeron de la Palestina en tiempo de las Cruzadas.